# Sophus Bugge
Elseus Sophus Bugge, född 5 januari 1833 i Larvik, Norge, död 8 juli 1907 på Tonset, var norsk språk- och litteraturforskare och folklorist.

## Biografi
Sophus Bugge blev student i Kristiania 1848, tog filologisk ämbetsexamen 1857 samt utnämndes 1864 till extra ordinarie professor i jämförande indoeuropeisk språkforskning och fornnorska vid Kristiania universitet. År 1872 blev han ledamot av Vetenskapssocieteten i Uppsala, 1877 filosofie hedersdoktor i Uppsala, 1878 ledamot av svenska vetenskapsakademien, 1881 av Vitterhetsakademien, 1885 av Vetenskaps och vitterhetssamhället i Göteborg. Han deltog i bildandet av Arkiv för nordisk filologi.
Bugge betraktades vid tiden för sin död som en av Europas allra främsta språkforskare, genom mångsidig lärdom och originalitet, i vilka båda avseenden han bedömdes i allra främsta ledet bland samtida vetenskapsmän över huvud. Fastän han såsom författare uppträtt på de flesta områden inom den indoeuropeiska lingvistiken och filologin, är det framför allt i egenskap av inskriftstolkare, mytolog och jämförande språkforskare som han gjorde sig europeiskt ryktbar. 
Han var far till medeltidshistorikern Alexander Bugge och målaren Johanna Bugge Berge.

## Forskning och gärning inom folkdiktning
Bugges första skrifter gällde den norska folkpoesin. År 1854 offentliggjorde han nämligen Mytologiske bemærkninger til det telemarkske draumkvæde och 1858 utgav han Gamle norske folkeviser, som nästan alla upptecknats av honom under resor i Telemark. Därefter fortsatte han sina samlingar av folkpoesi, och frukter av hans undersökningar på detta område är nedlagda i den av Fredrik Barfod utgivna tidskriften Folke för 1859 (några folkvisor från övre Telemarken) samt i Svend Grundtvigs edition av Danmarks gamle folkeviser. 
I sistnämnda arbete finns bland tilläggen i banden II-V många uppteckningar gjorde av Bugge av norska visor, de flesta från förutnämnda landskap, samt en stor mängd historiska, textkritiska och exegetiska 
upplysningar, till exempel (i band II) redogörelse för sammanhanget mellan den dansk-svenska folkvisan om Sveidal (Svedendal, Silfverdal) och det till den äldre eddan hörande Fjolsvinnsmal - om vilket ämne han yttrat sig även i en Afhandling om forbindelsen mellem Grøgaldr og Fjolsvinnsmal - och (i band IV) bevis för att den danska "Grimildsvisan" härstammar från en lågtysk visa. Av samma art är flera viktiga specialuppsatser av honom.

## Fornnordisk diktning
I nära samband med denna sida av Bugges författarverksamhet står hans studier rörande de fornnordiska skaldekvädena. Hans huvudarbete på detta område är Norrœn fornkvætt. Isländsk samling av folkelige oldtidsdigte om Nordens guder og heroer (1867), som blev fullkomligt grundläggande för den tidens eddaforskning. Där lämnas bland annat för första gången en fullständig redogörelse för edda-handskrifterna. 
Från 1869 finns av Bugge en avhandling med titeln Efterslæt til min udgave af Sæmundar edda, och 1903 Nogle steder i eddadigtene (1903). Han arbetade också länge på en ny utgåva av Eddan. Från den prosaiska fornlitteraturens område har Bugge utgivit flera verk i facktidskrifter för fornnorska handskrifter. Som textkritiker uppträdde han även för övrigt i flera smärre avhandlingar, såsom i nordiska och tyska tidskrifter, där han förutom den nordiska litteraturen behandlar angelsaxiska dikter.

## Nordiska språk
De nordiska språkens grammatik, metrik och etymologi behandlade han i flera smärre avhandlingar i olika tidskrifter samt i sitt viktiga bihang till Fritzners "Ordbog" (2:a upplagan, 1896). Hans föredrag vid det nordiska filologmötet i Köpenhamn 1876, blev epokgörande för metriken, däri han bland annat påvisade att stavelsernas kvantitet spelar en stor roll i den fornisländska versen. 
Inom etymologin - ett område, som Bugge alltid med en viss förkärlek odlade, och med vilket han mer eller mindre sysslade i nästan alla sina arbeten  -  faller flera tidskriftsartiklar och hans bidrag till Adolf Noreens Ordlista öfver Dalmålet (i "De svenska landsmålen", 1882). Speciellt namnforskning sysselsätter honom i flertaliga uppsatser och hans synnerligen många bidrag till Oluf Ryghs Norske gaardnavne (1897 ff.) och Norske elvenavne (1904).

## Runologi
Mest obestridd blev Bugges bidrag inom runologin, ett område där han redan genom sina tidigaste arbeten gjorde epok inom vetenskapen. Särskilt må påpekas de påhittiga tolkningar han lämnat av de flesta urnordiska runinskrifter från omkr. 300-700 e.Kr. bland annat om Tunestenen, Rökstenen och framför allt hans även i yttre måtto monumentala huvudverk Norges indskrifter med de ældre runer (I, 1891-1903, II, 1904 ff.) och Norges indskrifter med de yngre runer (1902 ff.). Bugge har även tolkat runorna på den s.k. Forsaringen i Hälsingland, vilka utgör en gammal lagtext.
Sophus Bugge var tillsammans och oberoende av Ludvig Wimmer den förste att föreslå att den äldre runraden verkligen var äldre än den yngre runraden.

## Mytologi
Om Bugge redan på detta område stundom röjer en hög grad av djärvhet, är dock denna egenskap ännu mera framträdande i hans mytologiska undersökningar, vilka också inom den lärda världen åstadkom en uppståndelse som inte äger många motstycken. I offentliga föreläsningar, hållna på föranstaltande av Letterstedtska föreningen, i Uppsala 1880 framställde Bugge åsikten att den norskisländska mytologin, sådan den var känd från eddorna, var i hög grad påverkad av den äldre medeltidens kristna legender och de sagor som utmynnat ur den klassiska romerska och grekiska mytologin, och att denna överflyttning av myt- och sagostoff företrädesvis förmedlats av de brittiska öarnas kristna befolkning i och genom beröringen med de nordiska vikingarna i dessa nejder. 
Denna teori utvecklades och motiverades sedan i arbetet Studier over de nordiske gude- og heltesagns oprindelse (I, 1881-89) samt i mindre uppsatser. De delvis ganska hätska anfall som Bugge med anledning härav blev föremål för, i synnerhet från ett par tyska vetenskapsmäns (Müllenhoffs och Hofforys) sida, hindrade inte att såsom ett resultat av den ivriga och vid hans död ännu inte avslutade diskussion som Bugges teori gav upphov till, togs Bugges teori som väsentligen riktig, även om en mängd detaljer inte låter sig förklara så som han föreslagit. I alla händelser gjorde Bugge genom detta uppträdande epok även inom mytforskningen och skapade en livlig och rik litterär produktion på detta område även av andra som bemötte hans åsikter. 
I nära sammanhang med Bugges uppfattning om den nordiska mytologins utveckling står hans åsikt att den äldsta norsk-isländska poesin i mycket står i beroende av den keltiska diktningen och kulturen i allmänhet. Därom handlar föredrag och särskilt arbetet Bidrag til den ældste skaldedigtnings historie (1894); vidare hans för den svenska fornhistorien ("Bråvallaslaget") viktiga, men mycket djärva arbete Norsk sagafortælling og sagaskrivning i Irland (i norsk Historisk Tidsskrift, 1901 ff.), samt till väsentlig del hans Studier over de nordiske gude- og heltesagns oprindelse. Från hans hand finns även mera neutralt hållna artiklar i fornnordisk litteraturhistoria, som återgivningar av berättelserna om Halvdan Svarte och Harald Hårfager ("Arkiv för nordisk filologi", 1900).

## Klassisk filologi och indoeuropeisk forskning
Även inom den klassiska och den romanska filologin blev Bugge en framstående forskare, med textkritiska arbeten över Plautus,  avhandlingar över de fornitalienska språken, av den italiska epigrafiken (Altitalische Studien, 1878), och franska och romanska etymologier. Slutligen behandlade Bugge de indoeuropeiska språken i allmänhet, samt romernas språk, rommani. Mindre framgång och erkännande än på andra områden rönte Bugge vid sina försök att lösa den jämförande språkforskningens problem, det etruskiska språkets tolkning och inrangerande i sina riktiga släktskapsförhållanden, en fråga, till vilken Bugge med sin omisskännliga håg för vanskliga uppgifter alltid kände sig dragen. 
Hans något äldre, omfångsrika arbete Beiträge zur Erforschung der etruskischen Sprache (I, i Wilhelm Deeckes "Etruskische Forschungen", 1883; II, i Adalbert Bezzenbergers "Beiträge", 1886) anses allmänt såsom väsentligen förfelat. I ett annat verk, uppsatsen Der Ursprung der Etrusker durch zwei lemnische Inschriften erläutert (1886) sökte han anknyta etruskiskan inte till de italiska språken, utan till armeniskan. Dessutom behandlade han lykiskan, som han menade var ett indoeuropeiskt språk.